# Reklambyrå
Reklambyrå är ett företag som hjälper andra företag med marknadsföring och målgruppsanalys.
Vissa byråer är specialiserade på business-to-business, en del på design, några på varumärkesbyggande och ytterligare några på gerillamarknadsföring.

## Definitioner
En reklambyrå som verkar inom många områden kallas för fullservicebyrå. En reklambyrå som är specialiserad på marknadsföring på Internet kallas för webbyrå eller digitalbyrå. Vissa håller fast vid termerna reklambyrå och mediabyrå, samtidigt som de inkorporerar digital marknadsföring under existerande strategier.

## Yrken inom en reklambyrå
- Art director (AD) ansvarar för formgivningen. Arbetar tillsammans med en copywriter i ett kreativt team. Tillsammans är de ansvariga för att komma på reklamidéer.
- Creative Director (CD) leder den kreativa processen och säkrar att jobben som lämnar byrån håller en hög och jämn kvalitet.
- Copywriter ansvarar för språk och skriver texter. Arbetar tillsammans med en art director i ett kreativt team. Tillsammans är de ansvariga för att komma på reklamidéer.
- Planner eller strateg gör inledande marknadsanalys, skapar strategi och ger riktlinjer för det kreativa förloppet. Är ansvarig för att förstå marknaden och målgruppen.
- Researcher hjälper plannern med informationsinsamling.
- Projektledare har det övergripande ansvaret för en eller flera av reklambyråns kunder. Leder arbetet framåt, skriver avtal, förhandlar om budget och deltar ibland i strategiarbetet.
- Produktionsledare är en operativ projektledare och har ansvar för kontakt med produktionsbolag, fotograf och andra underleverantörer. Ansvarar för tidsplaner och för att projekt hålls inom budget.
- Grafisk formgivare arbetar i program så som Adobe Illustrator, Indesign och Photoshop för att utföra formgivningen så som art directorn har skissat ut.
- Originalare slutför grafisk form för produktion, oftast tryckt produktion. Säkrar att kvaliteten blir hög och ser till avstånd och färger blir helt rätt.

## Terminologi inom en reklambyrå
På en reklambyrå används ord och uttryck för att beskriva arbetet. Vissa begrepp kan ha en helt annan betydelse i en annan kontext. 
- Brief är ett uppdrag från en kund. Briefen är det dokument som beskriver bakgrund, syfte, mål, målgrupp, budget och tidsram för uppdraget.
- Debrief är reklambyråns uppfattning av briefen som visar att de har förstått uppdraget.
- Kreativ brief skriver plannern till det kreativa teamet med syfte att förtydliga uppdraget och inspirera till kreativa idéer.
- Pitch är en upphandling där en kund bjuder in flera olika reklambyråer att presentera sitt företag, för att sedan kunna välja vilken de vill jobba med.
- Copy är text som skrivs av copywritern, till exempel en annonstext. Copy kan i tal också betyda copywriter.
- Pay-off är synonymt med slogan.
- Original är en bildfil som är färdig att skickas till ett tryckeri.
- Above the line (ATL) är kommunikation som sänds i massmedium och riktar sig till stora målgrupper. Det kan vara svårt att mäta effekten av kommunikation som är ATL.
- Below the line (BTL) är kommunikation i mer nischade medium där avsändaren kan anpassa budskapet till specifika målgrupper, ofta genom rabatter och specialerbjudanden.
- Top of mind (ToM) är det varumärke som målgruppen kommer att tänka på först inom en viss kategori.
- Share of voice (SoV) är andelen ett varumärkes kommunikationsinsatser är i förhållande till alla kommunikationsinsatser som görs inom samma kategori.[1]
- Pre production meeting (PPM) är ett möte där kunden, reklambyrån och produktionsbolaget går igenom den detaljerade planeringen av en filminspelning eller fotografering.